# Tennenloher Forst
Der Tennenloher Forst ist ein östlich des Erlanger Stadtteils Tennenlohe gelegenes Naturschutzgebiet.

## Lage
Es erstreckt sich auf einer Fläche von 934 Hektar innerhalb des Sebalder Reichswalds, des nördlich der Pegnitz gelegenen Teils des Nürnberger Reichswalds. Das Naturschutzgebiet liegt im Bereich der gemeindefreien Gebiete Forst Tennenlohe, Buckenhofer Forst, Dormitzer Forst und Neunhofer Forst im Landkreis Erlangen-Höchstadt.

## Geschichte
1935 rodete die Reichswehr 195 Hektar Wald. Nach dem Zweiten Weltkrieg nutzte die US-Armee das Gelände bis zum Abzug 1993 als Truppenübungsplatz. Um das Einschlagen hoch fliegender Geschosse in das Holz im dahinter liegenden Waldgebiet zu verhindern und um Waldbränden vorzubeugen, die durch Leuchtspurmunition verursacht werden können, wurde in der Mitte des Gebiets ein besonders hoher Kugelfangwall errichtet. Dieser entwickelte sich nach dem Abzug der Amerikaner zu einem beliebten Ausflugsziel. Weil dort Blindgänger-Munition im Boden liegt, besteht Wegegebot.

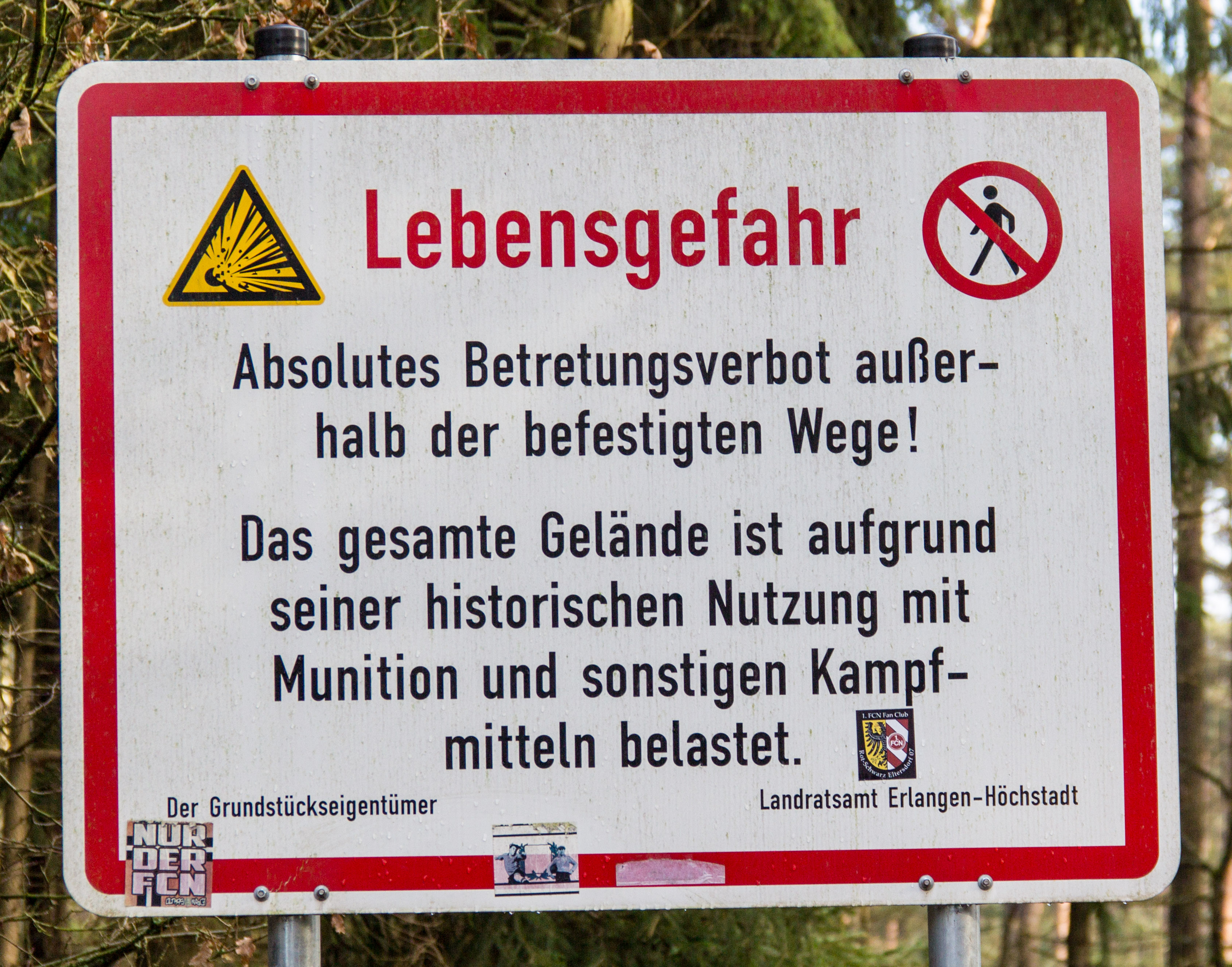
Warnhinweis

1994 wurde der Tennenloher Forst als Naturschutzgebiet ausgewiesen. Auf den trockenen Sandflächen der früheren Schießbahn Range 6 hatten sich seltene Tiere und Pflanzen angesiedelt. Nach dem Ende der militärischen Nutzung waren und sind immer wieder Eingriffe des Menschen erforderlich, um die großen Freiflächen auf sandigen Böden zu erhalten, die sich ansonsten in kurzer Zeit bewalden würden.
Nach der Ausweisung als Naturschutzgebiet werden nun die Offenflächen mit Pferden und Ziegen beweidet. Das Beweidungsprojekt des Landschaftspflegeverbandes Mittelfranken mit Przewalski-Pferden aus dem Tiergarten Nürnberg und dem Tierpark Hellabrunn sorgt seit 2003 für die Offenhaltung der Magerrasen.
Zur Eindämmung des Gehölzaufwuchses, insbesondere der invasiven, nordamerikanischen Spätblühende Traubenkirsche  (Prunus serotina) wurden 2012 eine Pfauenziegenherde im Rahmen eines Projektes des Landkreises Erlangen-Höchstadt (als Gebietskörperschaft) und zweier privater Ziegenhalter eingesetzt. Die Herde hat sich bis heute auf 65 Tiere vergrößert.
2011 wurde die Beweidungsfläche durch Einzäunung der westlich angrenzenden Freifläche (ehemalige Schießbahn) und 2016 im südlichen Teil nochmals auf insgesamt über 90 Hektar erweitert. Die Pfade entlang des Gatters sind gefahrlos (militärische Altlasten) begehbar, ein Überstieg ermöglicht die Querung an einer Engstelle.

## Naturschutz
Das 934 Hektar große Naturschutzgebiet „Tennenloher Forst“ zählt zu den größten Sandökosystemen Süddeutschlands und beherbergt über 1600 Tier- und Pflanzenarten, viele davon stehen auf der Roten Liste. Kernbereich des Naturschutzgebietes sind rund 100 Hektar Freifläche der ehemaligen Schießbahn Range 6. Nachdem bis 1994 amerikanische Panzer die Flächen offen gehalten hatten, setzten in den Folgejahren eine Versteppung mit Reitgras sowie eine Verbuschung mit Kiefern, Birken und Traubenkirschen ein. Das Ziel des Naturschutzes ist jedoch die Erhaltung der offenen Sandlebensräume. Seltene und vom Aussterben bedrohte Arten, wie die Blauflügelige Sandschrecke oder die Blauflügelige Ödlandschrecke, Grabwespen oder Silbergras sind an diese Standorte angepasst und verschwinden bei zunehmender Verbuschung. Die Beweidung mit Ziegen und Pferden verhindert dies.
Neben den zentral gelegenen Offenflächen der ehemaligen Schießbahn sind es noch die Offenflächen am Geyersberg (einer weiteren ehemaligen Schießbahn im Naturschutzgebiet), die vor allem als Heidelerchenbrutplatz von Bedeutung sind. Auch diese Fläche, mit einer Größe von ca. 5 Hektar, wird zur Offenhaltung mit Ziegen beweidet.
Darüber hinaus gibt es wertvolle Moorbereiche und Tümpel mit Torfmoosen (Sphagnum), Wasserschlauch (Utricularia) und Sonnentau (Drosera) in den weitläufigen Waldbereichen.
Entlang des Gehegezaunes und an besonderen Biotopen befinden sich Informationstafeln.
Das Gebiet ist Bestandteil des Fauna-Flora-Habitat-Gebiets Sandheiden im mittelfränkischen Becken (FFH-Nr. 6432-3012; WDPA-Nr. 555521542) und des Vogelschutzgebietes Nürnberger Reichswald (FFH-Nr. 6533-471; WDPA-Nr. 555537802).

## Bildergalerie

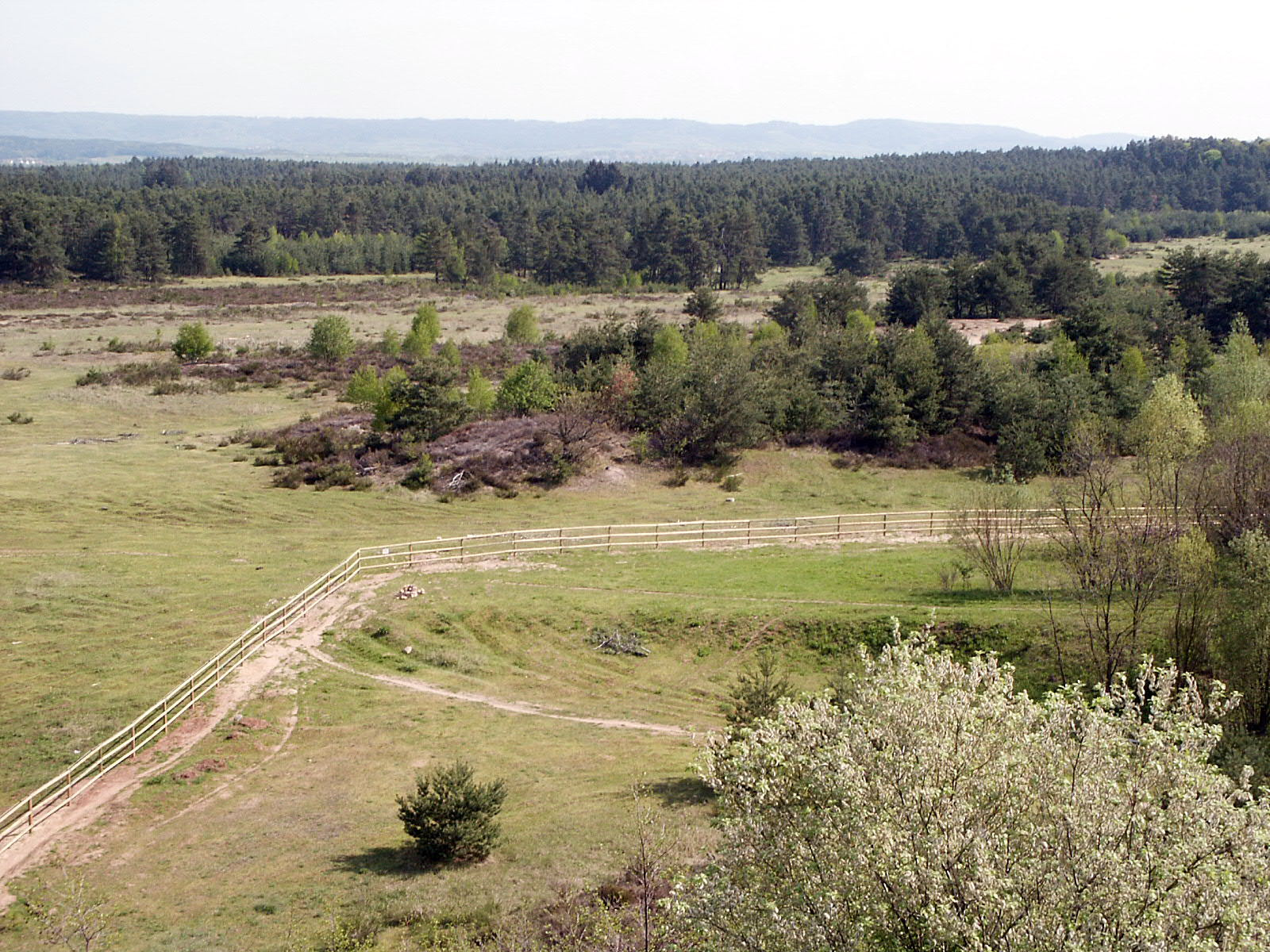
Zaunverlauf des Wildpferdegeheges
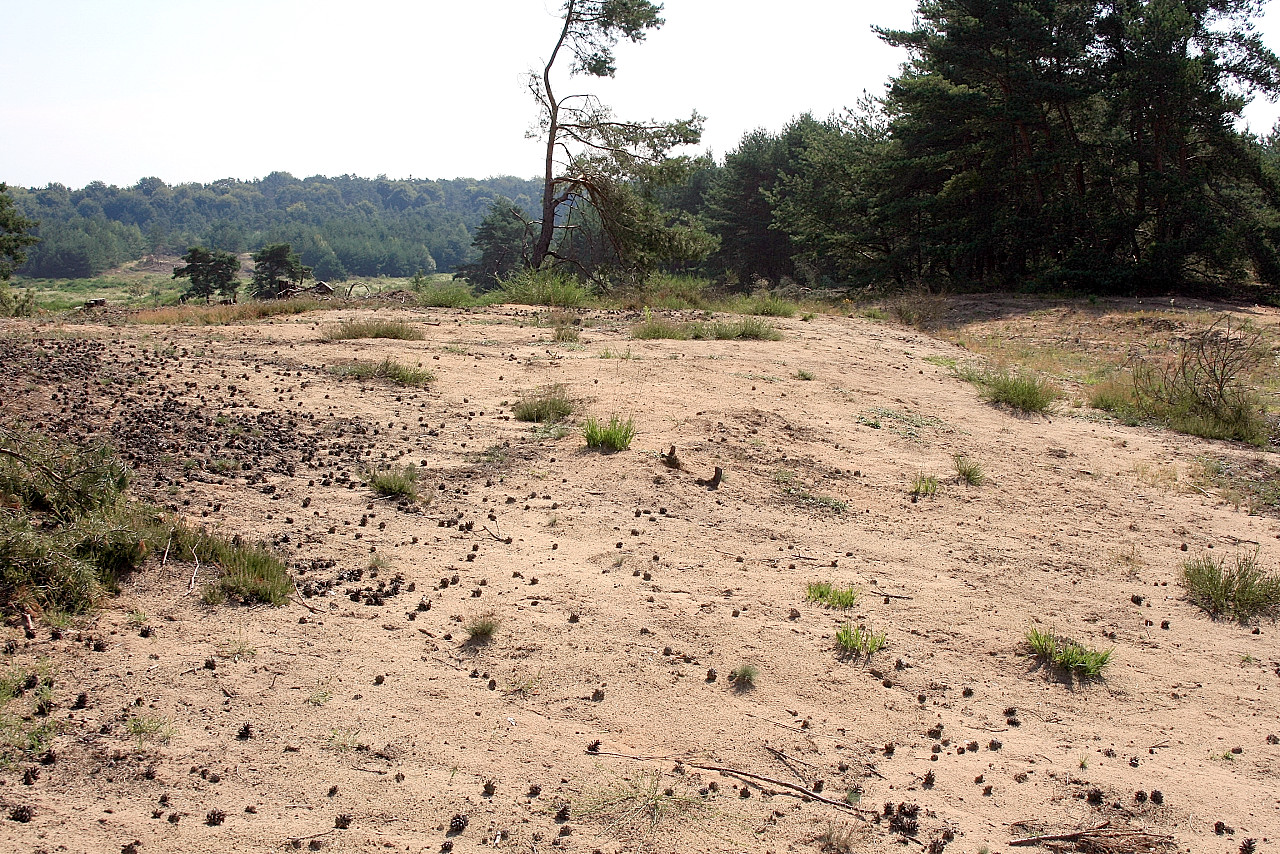
Sanddüne im Pferdegehege
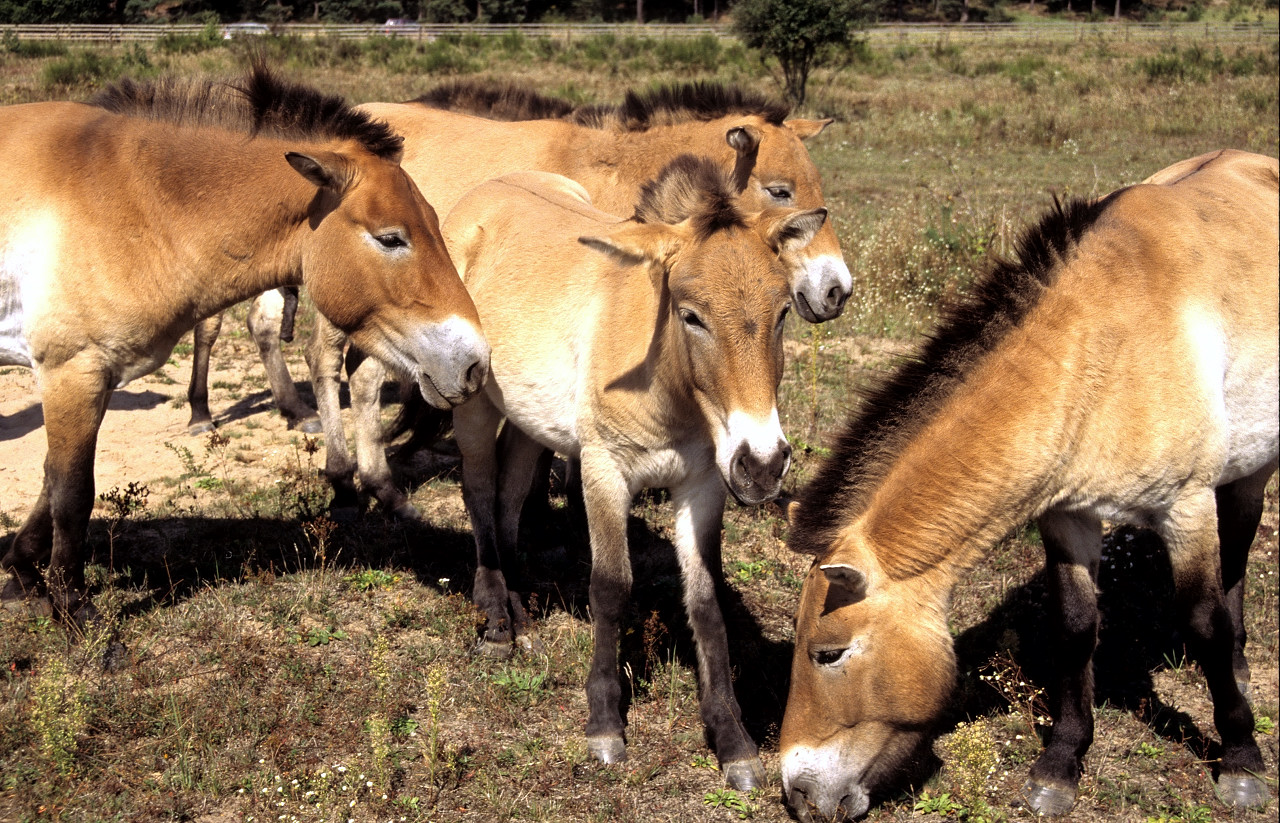
Przewalski-Pferde
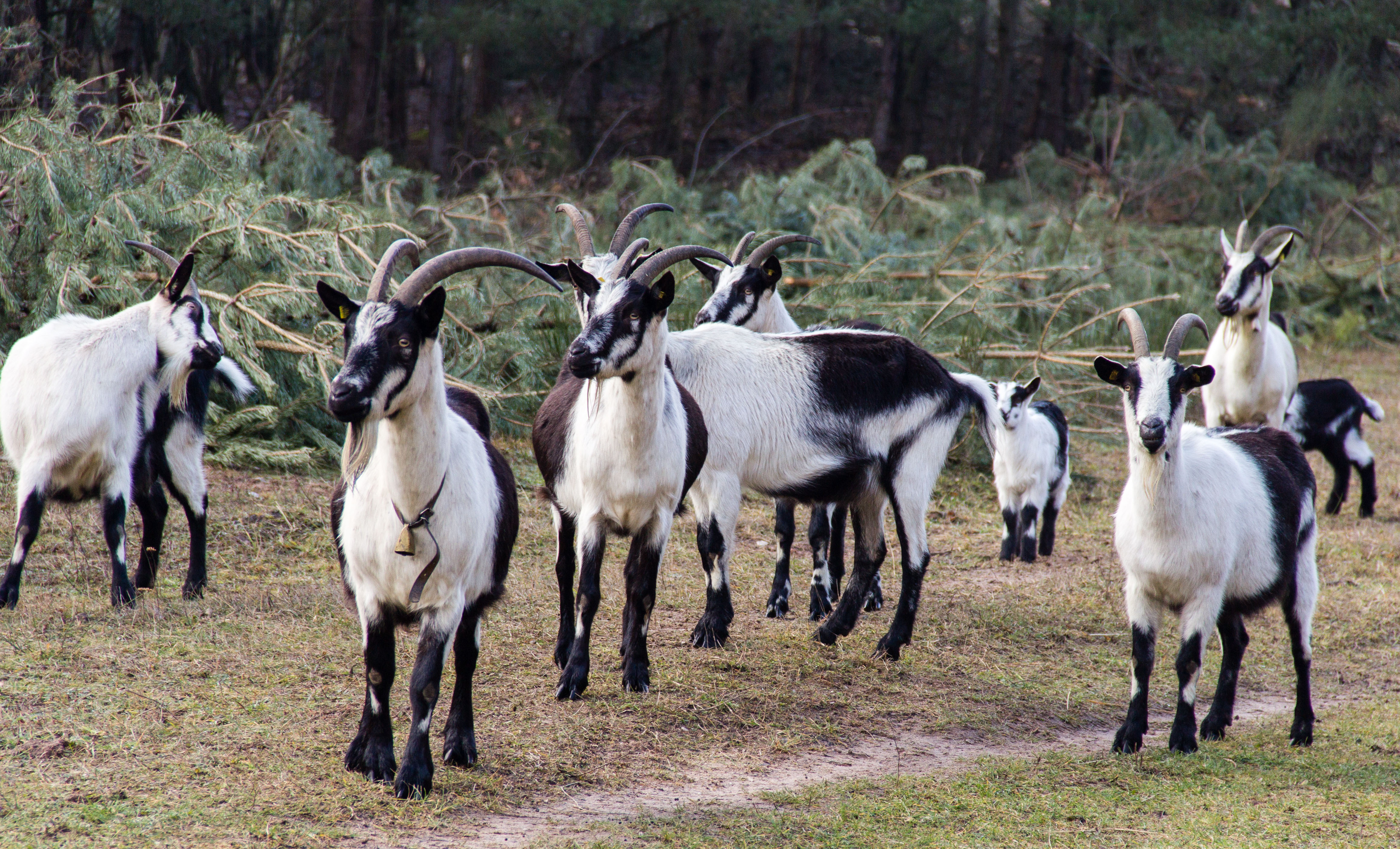
Pfauenziegen
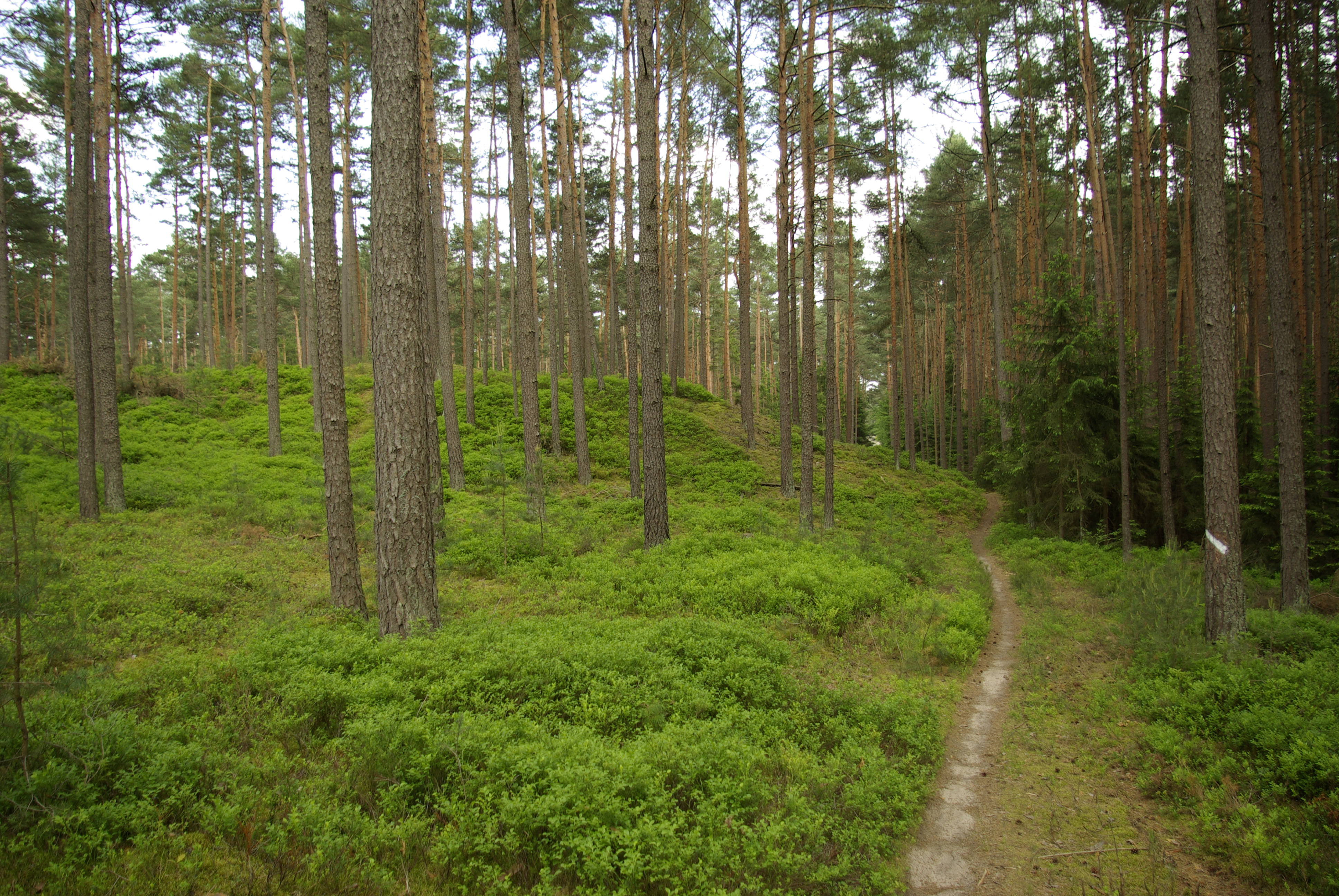
Typischer Kiefernwald mit Heidelbeeren und rechts Fichtenanflug im Unterstand
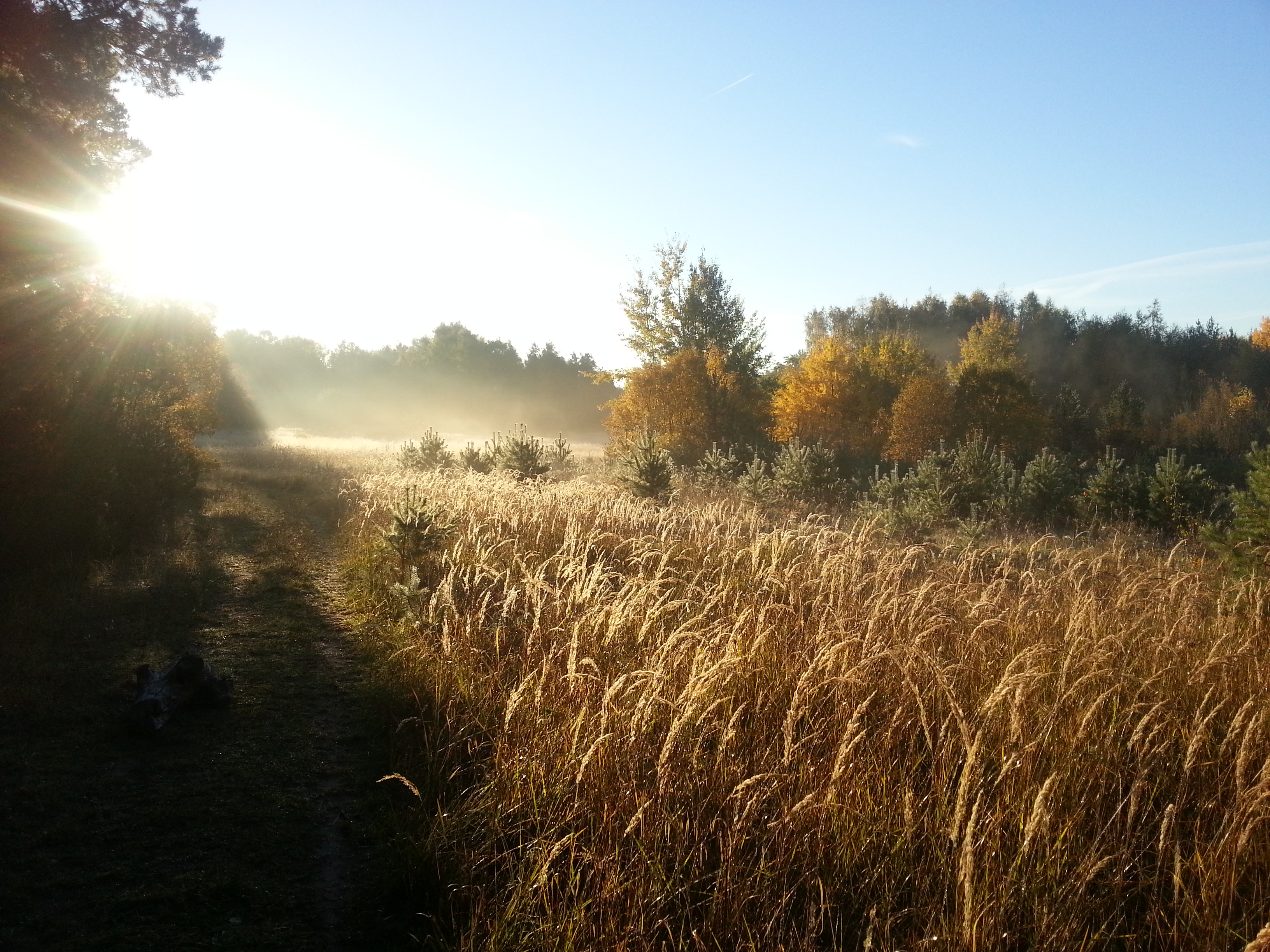
Herbst im Tennenloher Forst
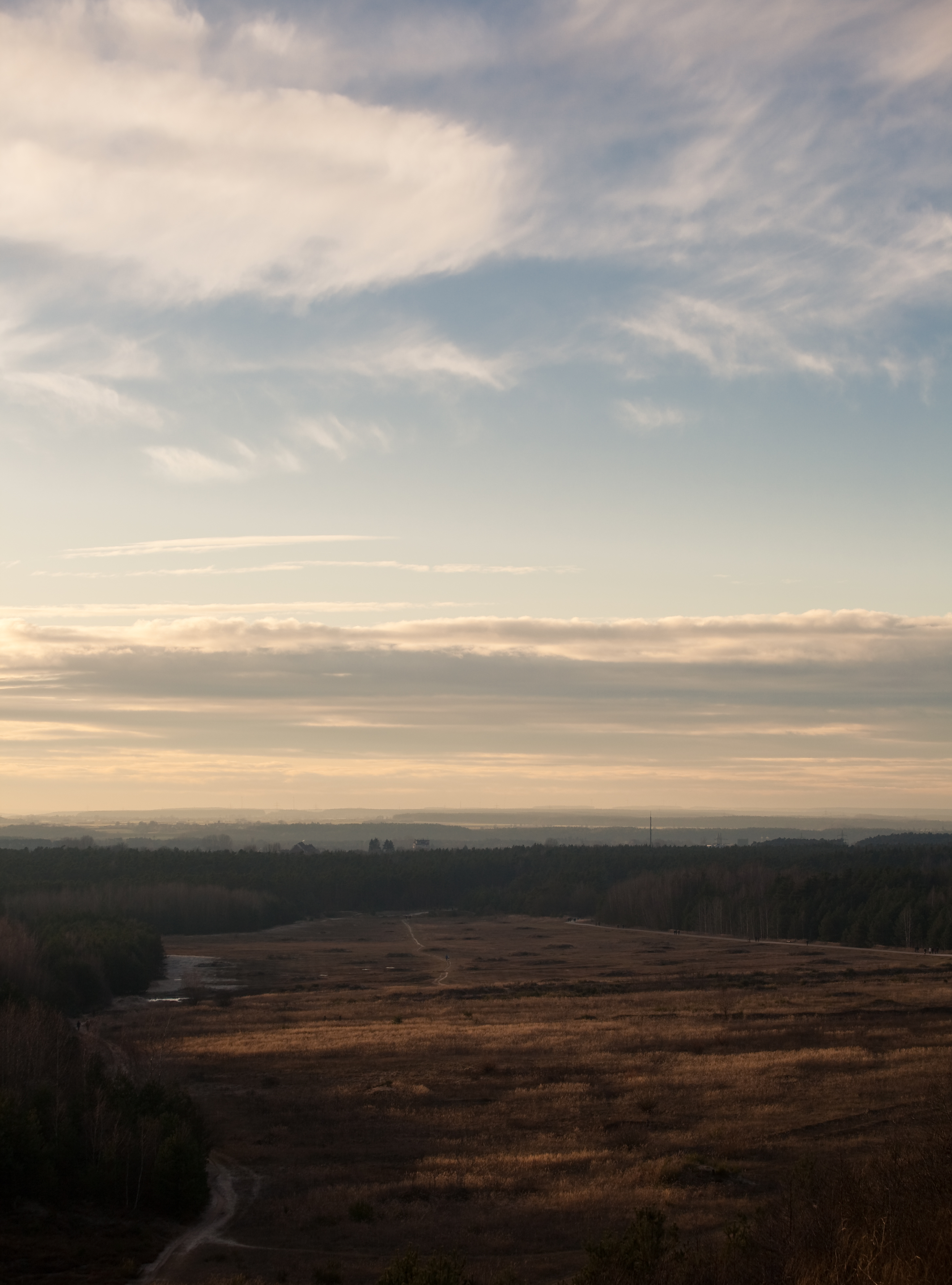
Blick über die ehemalige Schießbahn 6 nach Westen (Richtung Tennenlohe)
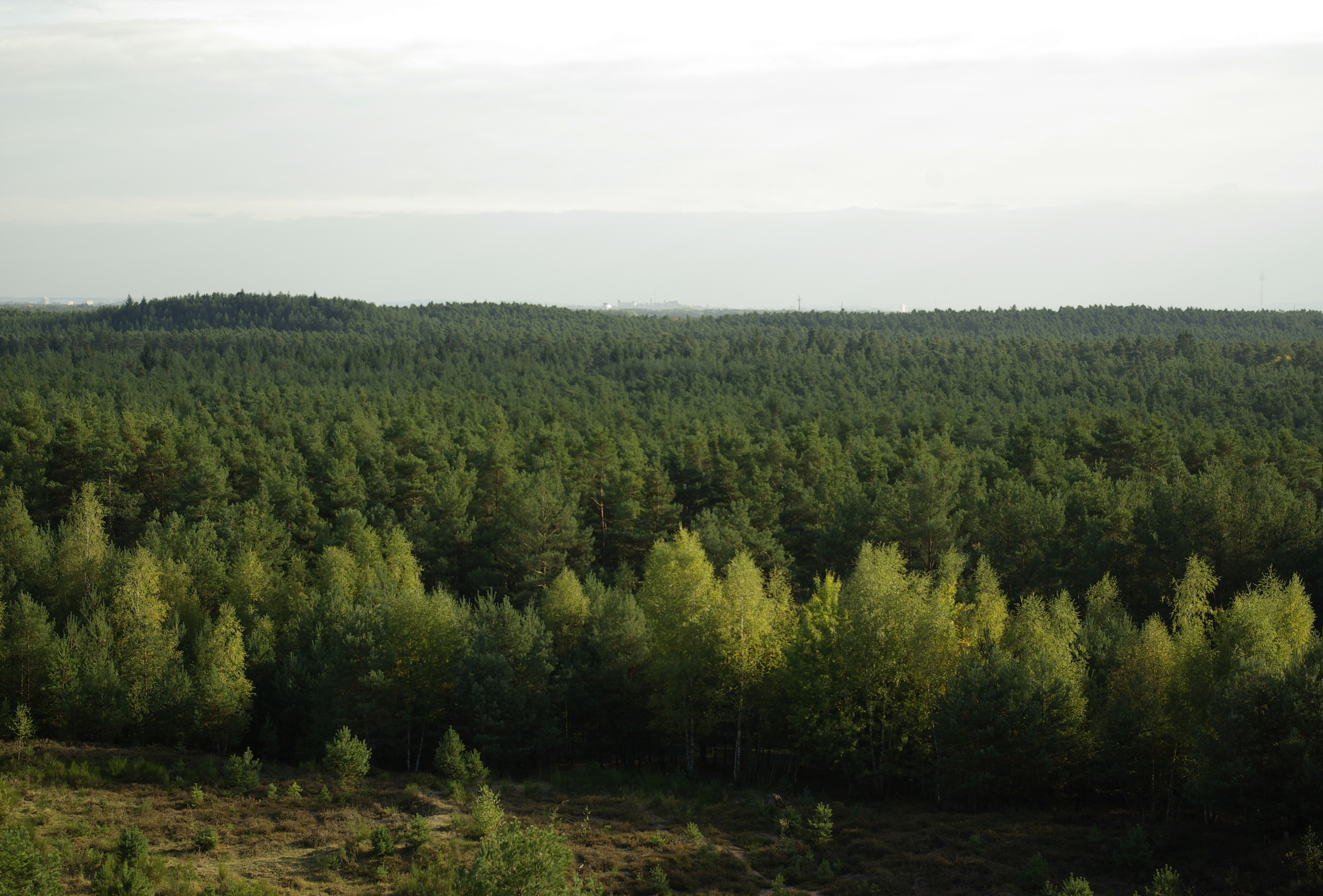
Fernblick vom Kugelfangwall nach Süden, am Horizont die Nürnberger Burg. Vorne Birken- und Kiefernanflug auf einer Fläche mit Besenheide